# Administration des Douanes et Impôts indirects
L'Administration des Douanes et Impôts Indirects ou ADII, également connue sous le nom de Douane marocaine        (arabe: الجمارك المغربية), est une administration paramilitaire et sûrte et aussi fiscale marocaine sous la tutelle du Ministère de l'Économie et des Finances.
Elle est chargée de la perception des droits et taxes douanières, de la lutte contre le trafic illicite, la contrebande et la contrefaçon des marchandises sur le territoire national et aux frontières du pays. Cette administration emploie plus de 6 000 agents.
le 19 mai 2025 à Rabat, a été donné le coup d'envoi d'un projet visant à intégrer les technologies d’Intelligence Artificielle (IA) dans les processus d’analyse et de gestion des risques douaniers, et ce en partenariat entre l'Administration des Douanes et Impôts Indirects (ADII), l'Organisation mondiale des douanes (OMD) et  et le Secrétariat d’État à l’économie de la Confédération suisse (SECO). Ce projet est axé sur le ciblage et l’analyse prédictive, s’inscrit pleinement dans les efforts de digitalisation avancée engagés par l’ADII pour renforcer l’efficacité de ses contrôles tout en facilitant les échanges commerciaux licites, permettant ainsi une évaluation fine des acquis actuels de l’ADII en matière de traitement automatisé des données et de ciblage des risques, et l'établissement les bases d’un plan d’action structuré pour les étapes à venir,,,. 